# Акбарпур (Амбедкарнагар)
Акбарпур (англ. Akbarpur, хинди अकबरपुर) — город в северо-восточной части штата Уттар-Прадеш, Индия. Административный центр округа Амбедкарнагар.

## География
Абсолютная высота — 84 метра над уровнем моря. Расположен на берегах реки Тамса (приток Ганга).

## Население
По данным на 2013 год численность населения составляет 42 248 человек. 50 % населения Акбарпура исповедуют индуизм, 48 % — ислам, 1,4 % — джайнизм и 0,6 % — другие религии.
Динамика численности населения города по годам:
| 1991   | 2001   | 2013   |
| ------ | ------ | ------ |
| 26 878 | 33 906 | 42 248 |

## Экономика
Экономика города основана на производстве ткацких станков, цемента, сахара и переработке с/х продукции. Имеется тепловая электростанция.

## Известные уроженцы
- Рамманохар Лохия — индийский социалистический политик, активист движения за независимость